# Медведчиково (присілок)
Медве́дчиково (рос. Медведчиково) — присілок у складі Яйського округу Кемеровської області, Росія.

## Населення
Населення — 68 осіб (2010; 79 у 2002).
Національний склад (станом на 2002 рік):
- росіяни — 99 %